# Skyler
Skyler ist eine moderne Schreibweise des Familiennamens Schuyler, mittlerweile auch als (überwiegend weiblicher) Vorname gebräuchlich.

## Namensträger

### Familienname
- Edward Skyler (* 1973), US-amerikanischer Jurist und Politiker
- Lisanne Skyler (* 1969), US-amerikanische Dokumentarfilmerin

### Vorname
- Skyler Gisondo (* 1996), US-amerikanischer Schauspieler
- Skyler Samuels (* 1994), US-amerikanische Schauspielerin
- Skyler Shaye (* 1986), US-amerikanische Schauspielerin
- Skyler Wexler (* 2006), kanadische Kinderdarstellerin
- Skyler Woodward (* 1993), US-amerikanischer Poolbillardspieler

### Kunstfigur
- Skyler White, eine fiktive Person der Fernsehserie Breaking Bad